# FA Cup 1979-1980
La FA Cup 1979-1980 è stata la novantanovesima edizione della competizione calcistica più antica del mondo. È stata vinta dal West Ham United contro l'Arsenal.

## Quinto turno
| Squadra 1     | Risultato | Squadra 2       |
| ------------- | --------- | --------------- |
| Liverpool     | 2 – 0     | Bury            |
| Blackburn     | 1 – 1     | Aston Villa     |
| Bolton        | 1 – 1     | Arsenal         |
| Wolverhampton | 0 – 3     | Watford         |
| Everton       | 5 – 2     | Wrexham         |
| Ipswich Town  | 2 – 1     | Chester City    |
| West Ham Utd  | 2 – 0     | Swansea City    |
| Tottenham     | 3 – 1     | Birmingham City |

### Replay
| Squadra 1   | Risultato | Squadra 2 |
| ----------- | --------- | --------- |
| Aston Villa | 1 – 0     | Blackburn |
| Arsenal     | 3 – 0     | Bolton    |

## Sesto turno
| Squadra 1    | Risultato | Squadra 2    |
| ------------ | --------- | ------------ |
| Watford      | 1 – 2     | Arsenal      |
| Everton      | 2 – 1     | Ipswich Town |
| Tottenham    | 0 – 1     | Liverpool    |
| West Ham Utd | 1 – 0     | Aston Villa  |

## Semifinali
| Squadra 1    | Risultato         | Squadra 2 |
| ------------ | ----------------- | --------- |
| Liverpool    | 0 – 0 1 – 1 0 – 1 | Arsenal   |
| West Ham Utd | 1 – 1 2 – 1       | Everton   |

## Finale
| Arbitro: | George Courtney |

|              |           |  |
| Brooking 13’ | Marcatori |  |

|               |    |                 |  |
|               |    |                 |  |
| P             | 1  | Phil Parkes     |  |
| TD            | 2  | Ray Stewart     |  |
| TS            | 3  | Frank Lampard   |  |
| DC            | 4  | Billy Bonds (c) |  |
| DC            | 5  | Alvin Martin    |  |
| CLS           | 6  | Alan Devonshire |  |
| CLD           | 7  | Paul Allen      |  |
| CC            | 8  | Stuart Pearson  |  |
| CC            | 9  | David Cross     |  |
| ATT           | 10 | Trevor Brooking |  |
| ATT           | 11 | Geoff Pike      |  |
| Sostituzioni: |    |                 |  |
| TS            | 12 | Paul Brush      |  |
| Allenatore:   |    |                 |  |
| John Lyall    |    |                 |  |

|               |    |                 |  |     |
|               |    |                 |  |     |
| P             | 1  | Pat Jennings    |  |     |
| TD            | 2  | Pat Rice (c)    |  |     |
| TS            | 3  | John Devine     |  | 61’ |
| CC            | 4  | Brian Talbot    |  |     |
| DC            | 5  | David O'Leary   |  |     |
| DC            | 6  | Willie Young    |  |     |
| CC            | 7  | Liam Brady      |  |     |
| ATT           | 8  | Alan Sunderland |  |     |
| ATT           | 9  | Frank Stapleton |  |     |
| CLD           | 10 | David Price     |  |     |
| CLS           | 11 | Graham Rix      |  |     |
| Sostituzioni: |    |                 |  |     |
| TS            | 22 | Sammy Nelson    |  | 61’ |
| Allenatore:   |    |                 |  |     |
| Terry Neill   |    |                 |  |     |